# Rzeźba młodoglacjalna

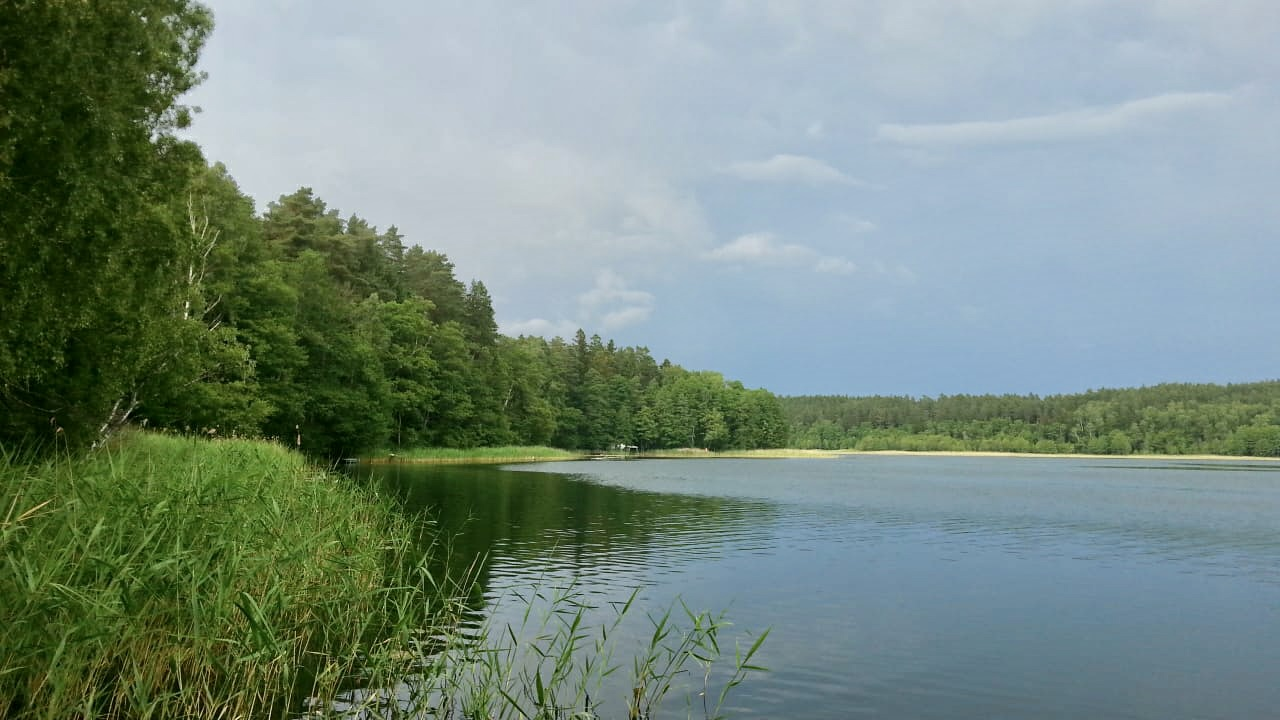
Pojezierze mazurskie charakteryzuje się występowaniem krajobrazów młodoglacjalnych.

Rzeźba młodoglacjalna – typ rzeźby terenu powstały i ukształtowany w trakcie ostatniego zlodowacenia północnopolskiego (najmłodsze ze zlodowaceń plejscoceńskich).
Ten typ rzeźby charakteryzuje się stosunkowo silnym pofałdowaniem terenu oraz częstym występowaniem form polodowcowych (głównie: sandry, ozy, drumliny, moreny, jeziora, kemy, itp.). Dominują krajobrazy nizinne. 
Rzeźba młodoglacjalna wyraźnie odróżnia się od staroglacjalnej przez większe zróżnicowanie hipsometryczne, złożoną sieć dolin oraz występowanie gęstej sieci rynien polodowcowych i zagłębień, w tym także wypełnionych jeziorami.

## Cechy charakterystyczne
Rzeźba młodoglacjalna charakteryzuje się licznym występowaniem form polodowcowych, dlatego, że niszczenie tychże form zaczęło się stosunkowo niedawno (około 10-12 tysięcy lat temu, po ustąpieniu zlodowacenia północnopolskiego). Ten typ rzeźby terenu charakteryzuje się przede wszystkim występowaniem:
- ozów - wydłużone i kręte wzgórze przebiegające zgodnie z kierunkiem ruchu lądolodu ciągnące się przez kilka/kilkanaście kilometrów, jest zbudowane ze żwirów i piasków osadzonych przez wody płynące w szczelinach polodowcowych
- kemów - okrągłe lub wydłużone wzniesienie o płaskim wierzchołku, którego średnica może dochodzić nawet do kilkuset metrów, zbudowany na skutek procesu akumulacji żwirów, piasków i mułów przez wody w otwartych szczelinach i zagłębieniach lądolodu
- drumlinów - niewysoki pagórek o nieregularnym kształcie wydłużony w kierunku ruchu lądolodu, powstaje on pod lądolodem z materiału morenowego, zbudowany przeważnie z piasków lub gliny
- sandrów - duży i płaski stożek napływowy powstały na przedpolu moren czołowych z piasków i żwirów, dzięki nanoszeniu materiału skalnego przez wodę wypływającą z topniejącego lądolodu
- głazów narzutowych - skały osadzone wskutek przeniesienia ich przez lądolód
- rynien polodowcowych - długie, wąskie zagłębienia utworzone przez wody subglacjalne, aktualnie przeważnie są wypełnione jeziorami rynnowymi
- pradolin - szerokie doliny (dno może mieć około 2-25 kilometrów) powstałe przez wody spływające z topniejącego lądolodu.

Wały moreny czołowej występują przed czołem lądolodu, wykształciły się z gliny zwałowej, na którą składają się iły, piaski, żwiry i głazy, podczas postoju lądolodu. Na południe od pasa moren czołowych spotyka się równiny sandrowe i pradoliny, sandry są wówczas ograniczone przez praktycznie równoległe do położenia lądolodu pradoliny. W niektórych fragmentach pradoliny można spotkać przepływające tamże rzeki (np. Noteć w przypadku pradoliny Toruńsko-Eberswaldzkiej). Z kolei w kierunku północnym od pasa moren czołowych występuje morena denna, która przypomina falistą równinę z licznymi jeziorami i została wykształcona, dzięki osadzaniu się materiału skalnego po wytopieniu się lądolodu. 
Współczesna rzeźba strefy młodoglacjalnej tworzy się przede wszystkim pod wpływem denudacji chemicznej przeważającej nad denudacją mechaniczną, erozji, akumulacji wód spływających po powierzchniach równinnych i stokowych, intensywnej erozji wgłębnej w górnych biegach rzek, procesów nadbudowywania równin zalewowych, erozji bocznej w dolnych biegach rzek oraz procesów antropogenicznych. 
Najwyższe wzniesienie strefy młodoglacjalnej stanowi Wieżyca (ok. 328,6 m n.p.m.), a najniższy pod względem położenia jest fragment Żuław z 1,8 m p.p.m.
Ten typ rzeźby zajmuje około 30% obszaru Polski – niziny nadmorskie, pas pojezierzy, oraz wysoczyzny jeziorne. Cechą obszaru o rzeźbie młodoglacjalnej jest wyraźny układ pasowy rzeźby wynikający z sukcesywnie przebiegającej recesji lądolodu w okresie zlodowacenia. 